# Limnophila multipunctipennis
Limnophila multipunctipennis är en tvåvingeart som först beskrevs av Enrico Adelelmo Brunetti 1918.  Limnophila multipunctipennis ingår i släktet Limnophila och familjen småharkrankar. Inga underarter finns listade i Catalogue of Life.